# Правило Ванье
Правило Ванье — принцип, выдвинутый в 1840 году Ипполитом Ванье, предложившим вести бухгалтерский учёт  от имени фирмы, а не собственника, поскольку, собственник отвечает по долгам фирмы только в пределах своего вклада.
В историю бухгалтерского учета Ванье вошёл как автор правила ограниченной ответственности собственника, что отразилось на принципах построения современных организаций — общество с ограниченной ответственностью, акционерное общество.